# II. Artatama
II. Artatama Mitanni királya volt az i. e. 14. század második felében, nagyjából i. e. 1330 után. Apja talán II. Suttarna, így egy lehetséges álláspont szerint bátyját, Tusrattát követte a trónon. Nem tudni azonban biztosat a származásáról. Tusratta egy lázadás során halt meg, de nem világos, hogy Artatama lázadt fel, vagy elfoglalta a Hettita Birodalomba menekülő trónörökös, Sattivaza helyét, mivel az nem volt az országban. Talán a hurri uralkodóházban megoszlottak a vélemények arról, hogy az asszír vagy hettita orientációt válasszák az állam erejének hanyatlása idején. Az is elképzelhető, hogy Artatama inkább Artasumara leszármazottja volt, akit Tusratta távolított el a trónról.
E belviszályokkal terhes időszakról nagyon kevés forrás áll rendelkezésre, ezek is többnyire asszír vagy hettita nyelvűek, és kevés információt tartalmaznak Mitanni viszonyairól. Annyi bizonyos – ami a datálás szempontjából fontos –, hogy I. Szuppiluliumasz és I. Assur-uballit dokumentumai említik a nevét. Artatama vereségeket szenvedett a hettitáktól, ami tovább gyengítette az országot, és belső válságot is okozott. Trónbitorlók sora tűnt fel, akik Mitanni egyes részein királynak kiáltották ki magukat, illetve királyként viselkedtek.
A trónon valószínűleg fia, III. Suttarna követte, Asszíria szövetségese, akit végül a hettiták űztek el, és helyére Sattivazát ültették.